# Volgi lo sguardo al vento
Volgi lo sguardo al vento (titolo originale inglese Look to Windward) è un romanzo di fantascienza dello scrittore scozzese Iain M. Banks del 2000. Terzultimo romanzo in ordine cronologico del Ciclo della Cultura, è l'unico ad essere definito un vero e proprio seguito di un'opera precedente, quel Pensa a Fleba che dette inizio alla serie e al quale si rifà anche nel titolo.

## Trama
Il pianeta Chel era abitato da un'antica civiltà evoluta tecnologicamente allo stadio del volo spaziale, ma socialmente arretrata al punto da mantenere un rigido sistema di caste. Un'azione umanitaria segreta promossa dalla Cultura volta all'abolizione di questo sistema e all'instaurazione di una società egualitaria causò una sanguinosa guerra civile che costò milioni di morti. In seguito la Cultura ammise l'errore e contribuì alla ricostruzione di Chel, tuttavia alcuni alti esponenti del pianeta, convinti della necessità di vendicare le vittime del conflitto, iniziarono ad elaborare un piano per un attentato capace di infliggere alla Cultura un paragonabile numero di vittime. Come bersaglio dell'attentato fu scelto l'orbitale Masaq' in quanto la presenza su di esso di un famoso compositore chelgriano, nonché dissidente in esilio, Mahrai Ziller, offriva il pretesto per l'invio di un agente. Come obiettivo fu scelta l'unica cosa capace di arrecare un danno significativo ad una struttura vasta come un orbitale: la distruzione del Mozzo, la Mente che presiede al funzionamento dell'intero habitat.
Nel frattempo sull'orbitale Masaq' si stanno svolgendo i preparativi per un'importante ricorrenza: ottocento anni prima, verso la fine della guerra idirana, si svolse la Battaglia delle Novae Gemelle così chiamata perché la violenza delle armi impiegate provocò l'esplosione di due stelle. Poiché Masaq' si trova a 800 anni luce dal luogo della battaglia la luce delle due Novae sta per giungere su di esso e ciò fornisce l'occasione per un sobrio festeggiamento ed un concerto composto da Mahrai Ziller. La ricorrenza è particolarmente sentita dal Mozzo, in quanto, prima di essere installato sull'orbitale, era la mente di un Veicolo Sistemi Generali che partecipò proprio a quella battaglia.
La commemorazione della battaglia e il piano dei chelgriani convergono verso il momento fatidico all'insaputa di tutti, ma non è facile cogliere di sorpresa una mente della Cultura, a meno che essa stessa non abbia i suoi piani…
Il romanzo ha una sottotrama che narra di un etologo della Cultura di nome Uagen Zlepe che trascorre il suo tempo su una  lontana e aliena aerosfera dove scopre indizi sul complotto chelgriano per distruggere la Mente del Mozzo dell'orbitale Masaq'.
Egli tenta di avvertire la Cultura e il lettore è portato a credere che è grazie al suo intervento che la Mente viene a conoscenza del sabotaggio di Quilan, ma in realtà egli viene ucciso prima che possa trasmettere il suo messaggio.
Il suo cadavere viene resuscitato utilizzando tecnologia aliena dopo un intero Grande Ciclo, molto tempo dopo che tutti gli eventi della storia hanno avuto luogo.

## Temi
Mentre le precedenti opere del ciclo sono sempre ambientati ai margini o all'esterno della Cultura, che il lettore impara a conoscere soprattutto tramite l'influenza che essa esercita su altre civiltà e tramite i suoi inviati presso di esse, con Volgi lo sguardo al vento Banks mostra finalmente la Cultura dall'interno. Ciò che appare è dunque una società incredibilmente opulenta e liberale, priva di ogni bisogno materiale se non quello di sfuggire alla noia di un sistema in cui la tecnologia ha totalmente eliminato la necessità del lavoro e le Menti la responsabilità della gestione quotidiana della società stessa. Un'esistenza in cui persino la morte è facoltativa e ogni individuo è libero di suicidarsi in qualsiasi momento come di diventare praticamente immortale facendo delle "copie di sicurezza" della sua mente da impiantare in corpi clonati in caso di danneggiamento dell'originale.
Come nelle precedenti opere di Banks anche in Volgi lo sguardo al vento non manca una notevole dose di quel sense of wonder tipico dell'età d'oro della fantascienza, qui rappresentato dai maestosi paesaggi e dalle incredibili strutture dell'orbitale, un habitat interamente artificiale con una superficie pari a molti pianeti e progettato tenendo in considerazione in egual misura estetica e funzionalità.

## Critica
Secondo Kirkus Reviews è: 

## Edizioni
- (EN) Iain M. Banks, Look to windward, Orbit Books, 2000,  pp. 358, ISBN 1-85723-969-5.
- Iain M. Banks, Volgi lo sguardo al vento, traduzione di Leonardo Rizzi, collana Collezione Immaginario Solaria n° 12, Fanucci, 2004,  p. 446, ISBN 88-347-1011-8.